# Elduvíkar kirkja
' Elduvíkar kirkja er en kirke på Færøerne i Elduvík på Eysturoy. Kirken blev indviet den 14. oktober 1951 og tilhører Færøernes folkekirke. Allerede i middelalderen var der et bønnehus i bygden.
Kirken ligger ved Stórá-elven, som deler bygden i to dele med hvert sit lille landingssted. 
Kirken opført i hvidmalet træ og har et sort tag af tagpap. Kirken vender ikke vest-øst, som normalt, men nord-syd. I kirkens vest side er der seks rektangulære vinduer samt en præstedør, mens der i sydsiden er 4 vinduer. 
I nordenden er der opført et tårn, der står lidt ud fra gavlen. Her er kirkens indgangsdør, som fører ind til for-kirken, hvor der overfor er en lille balkon. 
Kirken har et tredelt loft og såvel loft som vægge er malet i en lysegul farve.  Under loftet hænger en model af en færøbåd. 
Korvæggen er malet som de korgitre med symboler, som man kender fra  de traditionelle gamle færøske trækirker.   
Altertavlen er en kopi af Carl Blochs "Forklarelsen på bjerget". Såvel døbefont som prædikestol er ottekantet, malet lysegul med brune felter. 
Kirkens gamle kirkeklokke er fra 1951, støbt af De Smithske Støberier i Aalborg. Den er 58,5 cm i diameter og vejer 135 kg. I 1967 fik kirken en ny klokke, støbt i København af B. Løw & Søn. 
I kirken hænger en mindetavle over 6 af bygdens mænd, der omkom på havet den 8. februar 1919.